# Lindveden
Lindveden är en bebyggelse söder om Trollhättan i Trollhättans kommun. Mellan 2015 och 2020 avgränsade Statistiska centralbyrån här en småort.